# European Storm Forecast Experiment
European Storm Forecast Experiment (ESTOFEX) (auf Deutsch „Europäisches Unwetter-Vorhersage-Experiment“) ist eine europäische Organisation, die von mehreren Mitgliedern gebildet wird. Gemäß eigenen Angaben finanziert sie sich durch Spenden. ESTOFEX besitzt weder die Funktion noch die Verantwortung von Warndiensten wie z. B. der Deutsche Wetterdienst oder die Unwetterzentrale, sondern gibt lediglich einen groben Überblick, wo in Europa Unwetter auftreten könnten. Obwohl ESTOFEX keine geldgebenden Sponsoren hat, ist die European Cooperation for Lightning Detection Sponsor, da diese Organisation ihre Daten über Gewitter und Blitze kostenlos an ESTOFEX weitergibt. Den Service von ESTOFEX gibt es in dieser Form seit 2002.

## Europakarte und Vorhersagen
Hauptsächlich bekannt ist ESTOFEX für sein Internetangebot mit einer Europakarte, auf der mit verschiedenen Farben und unterschiedlich dicken Linien die einzelnen Bereiche dargestellt werden, in denen die Meteorologen Unwetter erwarten. Bei der Karte ist oben das Gültigkeitsdatum angegeben („Storm Forecast valid...“). Darunter sind das Ausgabedatum und der Ersteller genannt. Hierbei ist zu beachten, dass die angegebenen Zeiten UTC sind, also MEZ−1 h bzw. MESZ−2 h. Die Ausgabe der verschiedenen Level richtet sich nach der Wahrscheinlichkeit von mindestens einem Unwetter in einem Umkreis von 40 km. Level 1 (orange Linien) bedeutet über 5 % Wahrscheinlichkeit für ein Unwetter, Level 2 (rote Linien) über 15 % und Level 3 (violette Linien) über 15 % für ein extremes Unwetter. Zudem können dünne oder dicke gelbe Linien eingezeichnet sein; die dünnen stehen für über 15%ige Wahrscheinlichkeit eines Blitzes im genannten Umkreis, die dicken für eine über 50 %. Unter der Karte sind erneut Ausgabedatum, Gültigkeitsdatum und der „Forecaster“ aufgelistet. Dann erfolgt eine kurze Erläuterung, welche Erscheinungen in welchem Bereich auftreten können. Darunter wird dies ausführlich erläutert, sodass man sich selbst über die Wetterlage informieren kann. Die Vorhersagen und die Karte werden bei den meisten Wetterlagen sehr kurzfristig (oft am Vortag) herausgegeben. Manchmal werden jedoch auch besondere Unwetterlagen in sogenannten „extended forecasts“ schon längere Zeit vorher angekündigt. Unter dem Teilbereich „verification“ sind von ESTOFEX selbst erstellte Verifikationen einsehbar. Unter einem Unwetter („severe weather“) versteht man nach ESTOFEX entweder Hagel über 2 cm Durchmesser, schwere Sturmböen (10 Bft) oder heftigen Regen (über 60 mm), unter einem extremen Unwetter („extremely severe weather“) Hagel über 5 cm oder Orkanböen (12 Bft).

## Ähnliche Organisationen
- European Severe Storms Laboratory
- Storm Prediction Center
- TorDACH